# BMJ
BMJ er et britisk videnskabeligt tidsskrift om lægevidenskab, der er blandt de mest indflydelsesrige akademiske peer-review-tidsskrifter i verden
Tidsskriftet blev grundlagt i 1840 som British Medical Journal, men fik sit nuværende kortere navn i 1988. Det udgives af BMJ Group, der ejes af den britiske lægeforening, British Medical Association. BMJ Group udgiver desuden 24 andre lægevidenskabelige tidsskrifter indenfor medicinske specialer.
BMJ er en fortaler for evidensbaseret medicin. Tidsskriftet bringer original forskning såvel som anmeldelser, nyheder, synspunkter, artikler om karriere m.v. BMJ udgiver en række temanumre hvert år, ligesom der udgives et særligt julenummer fredagen før jul.